# Stige
Stige is oorspronkelijk een dorp in de Deense regio Zuid-Denemarken, gemeente Odense. De plaats telt 2484 inwoners (2008). Sinds 2010 wordt Stige beschouwd als wijk van de stad Odense.